# Le Couronnement d'Inès de Castro en 1361
Le Couronnement d'Inès de Castro en 1361 est un tableau peint par Pierre-Charles Comte vers 1849 et exposé au Salon de peinture et de sculpture en  1849. Il est légué au musée des Beaux-Arts de Lyon en 1885, où il est conservé depuis.

## Historique de l'œuvre
Le Couronnement d'Inès de Castro est une œuvre de jeunesse de Pierre-Charles Comte, réalisée pour sa seconde participation à un Salon. Le sujet, médiéval et macabre, n'est pas neuf : il avait intéressé les auteurs romantiques comme Victor Hugo, Ballanche qui en avait fait une nouvelle en 1811, Persiani qui l'avait montée en pièce de théâtre en 1839. Plusieurs peintres s'étaient déjà inspiré du destin d'Inès de Castro : le comte Auguste de Forbin en 1812, qui avait ensuite exposé une réplique au Salon de 1819, Gillot Saint-Evre en 1827, Eugénie Servières présente au Salon de 1824 Inès de Castro se jetant avec ses enfants aux pieds d'Alphonse IV roi de Portugal, pour obtenir la grâce de don Pedro, son mari. 1335, Auguste Marquet peint une Inès de Castro allongée avant son assassinat en 1839.

## Contexte historique
Le tableau représente le couronnement comme reine du Portugal de la princesse Inès de Castro en 1361, soit six ans après sa mort. Inès de Castro était dame de compagnie de Constance de Castille, l'épouse de Pierre de Portugal, prince héritier du royaume de Portugal. Amoureux d'Inès, et devenu veuf en 1345, Pierre refusa de se remarier et vécut avec Inès malgré le scandale provoqué par leur liaison. Sous la pression de la Cour, le roi Alphonse IV de Portugal, père de Pierre, finit par faire assassiner Inès le 7 janvier 1355.
Pierre succéda à son père Alphonse en 1357 et affirma avoir secrètement épousé Inès en 1354, faisant d’elle une reine de Portugal et légitimant leurs enfants. Selon la légende, il fit déterrer le corps d’Inès, la fit revêtir d’un manteau de pourpre, assoir sur le trône et couronner comme reine, puis il obligea tous les grands du royaume à lui baiser la main.

## Description
Le tableau représente l'épisode morbide, au moment  où un des grands du royaume baise la main d'Inès, morte et calée sur le trône, sous la surveillance du roi Pierre debout en armure damasquinée et mantelet d'hermine. Cette scène principale est cadrée au second plan, de biais et à droite. En premier plan, un soldat en armure armé d'une hallebarde suggère la contrainte imposée aux nobles. À gauche du trône, deux dames sont vêtues de robes aux couleurs variées. Le fond est partagé entre d'autre part une haute tenture rouge qui rappelle la couleur du trône, d'autre part un arrière-plan sombre où l'on devine des colonnes et des voûtes décorées de fresques ou de mosaïques.

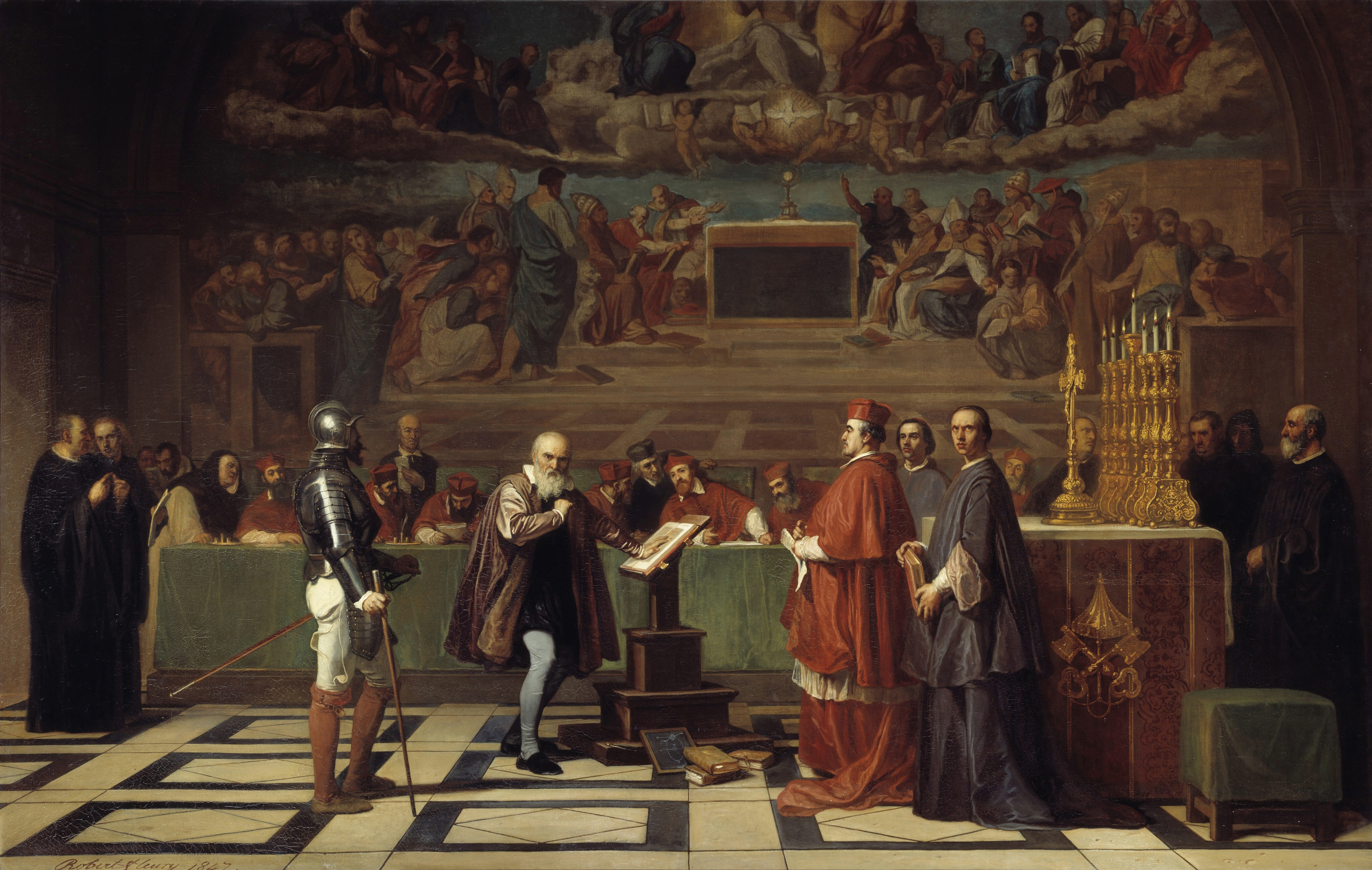
Galilée devant le Saint-Office au Vatican, Robert-Fleury, 1847

La composition de Pierre-Charles Comte montre des influences de son maître le peintre Joseph-Nicolas Robert-Fleury, dans le mouvement de certains personnages ou pour le soldat en armure qui rappelle celui de Galilée devant le Saint-Office au Vatican. Si Comte montre son talent dans le rendu des matières comme le métal de l'armure, il ne se préoccupe pas encore d'exactitude historique et figure une armure du XVIe siècle dans une reconstitution censée être du XIVe siècle. 

## Postérité
L'œuvre, présentée au Salon de 1849, passa inaperçue. Pierre-Charles Comte la présenta de nouveau à l'Exposition universelle de 1867.
Le tableau a été présenté lors des expositions : 
- 2014, Lyon, « L'invention du passé. Histoires de cœur et d'épée en Europe, 1802-1850 »